# Moussa Narou N'Diaye
Pour les articles homonymes, voir Moussa N'Diaye et N'Diaye.
Moussa Narou N'Diaye, né le 21 octobre 1934 à Dakar et mort le 20 mai 2021 dans la même ville, est un joueur sénégalais de basket-ball.

## Carrière
Moussa Narou N'Diaye évolue à l'ASC Jeanne d'Arc. 
Avec l'équipe du Sénégal, Moussa Narou N'Diaye est finaliste des Jeux africains de 1965 à Brazzaville, remporte le Championnat d'Afrique de basket-ball 1968 au Maroc. Il participe ensuite au tournoi de basket-ball aux Jeux olympiques d'été de 1968 à Mexico, jouant notamment contre les États-Unis ; la sélection sénégalaise termine dernière de son groupe et obtiendra la 15e place sur 16 nations.